# Benítez (municipalité)
Benítez est l'une des quinze municipalités de l'État de Sucre au Venezuela. Son chef-lieu est El Pilar. En 2011, la population s'élève à 31 111 habitants.

## Géographie

### Subdivisions
La municipalité est divisée en six paroisses civiles avec, chacune à sa tête, une capitale (entre parenthèses) :
- El Pilar (El Pilar) ;
- El Rincón (El Rincón) ;
- General Francisco Antonio Vásquez (Los Arroyos) ;
- Guaraúnos (Guaraúnos) ;
- Tunapuicito (Tunapuicito) ;
- Unión (Guariquén).